# Renous River
Der Renous River  ist ein 40 km langer linker Nebenfluss des Southwest Miramichi River in der kanadischen Provinz New Brunswick.

## Flusslauf
Der Renous River verläuft im zentralen Süden des Northumberland County. Er entsteht am Zusammenfluss seiner beiden Quellflüsse, North Branch und South Branch Renous River. Er fließt in überwiegend östlicher Richtung. 11 km oberhalb der Mündung trifft der Dungarvon River von rechts auf den Renous River. Der Renous River mündet schließlich nahe der Siedlung Renous-Quarryville in den Southwest Miramichi River, 24 km oberhalb dessen Vereinigung mit dem Northwest Miramichi River. Die Route 8 (Miramichi–Fredericton) überquert den Fluss 1,5 km oberhalb dessen Mündung. Die Route 108 folgt dem Flusslauf. Das Einzugsgebiet des Renous River ist stark bewaldet.

## Hydrologie
Der Fluss entwässert ein Areal von 1429 km². Der mittlere Abfluss am Pegel 32 km oberhalb der Mündung beträgt 14,7 m³/s. Im April und Mai führt der Fluss die größte Wassermenge mit im Mittel 40,6 bzw. 45,0 m³/s. Der Einfluss der Gezeitenströmung reicht den Southwest Miramichi River hinauf bis zur Einmündung des Renous River.

## Fischfauna
Der Renous River ist ein bekanntes Angelgewässer für den Atlantischen Lachs. Dessen Wanderung findet von Juni bis Oktober statt. Es ist nur Fliegenfischen erlaubt. Große Lachse müssen wieder freigelassen werden (Catch and Release).

## North Branch Renous River
Der 60 km lange linke Quellfluss des Renous River entspringt an der Südostflanke des 610 m hohen Braithwaite Mountain. Er durchfließt im Oberlauf die Seen Depot Lake und North Renous Lake. Der North Branch Renous River (frühere Bezeichnung: North Renous River) fließt in überwiegend ostsüdöstlicher Richtung. Dabei verläuft er zwischen den Flusskilometern 45 und 15 durch den Norden des Naturschutzgebietes Kennedy Lakes (Class II Protected Natural Area (PNA)). Die Kennedy Lakes sind ein Seensystem, das zum North Branch Renous River hin entwässert wird.

## South Branch Renous River
Der etwa 52 km lange rechte Quellfluss des Renous River entspringt an der Westflanke des Shunabit Mountain auf einer Höhe von etwa 400 m. Der South Branch Renous River (frühere Bezeichnung: South Renous River) fließt in überwiegend östlicher Richtung. Dabei durchfließt er auf den ersten 12 Kilometern den Süden des Kennedy-Lakes-Naturschutzgebietes.